# Бойко Федір Кіндратович
Бо́йко Фе́дір Кіндра́тович (1811—1850-ті) — український маляр-іконописець, чоловік рідної сестри Тараса Шевченка Ярини Григорівни Бойко.
Знущання Федора Бойка над дружиною викликало обурення поета. 2 березня 1840 року в листі до брата Шевченко писав: «А малярові поганому скажи, коли він не схаменеться, то опинеться там, де йому і не снилося».

## Сім'я
- Ярина Григорівна (* 12 травня 1816 — † 1865) — дружина. Сестра Тараса Шевченка
- Устина — (* 1836 — † ?) - донька.
- Іларіон (* 16 червня 1840 — † ?) — син.
- Логвин (* 1842 — † ?) — син.
- Лаврентій (* 1847 — † ?) — син.